# Breitenwinn (Lutzmannstein)
Breitenwinn, eine Wüstung im Truppenübungsplatz Hohenfels, war ein Gemeindeteil des Marktes Lutzmannstein im Landkreis Parsberg.

## Geographische Lage
Der Weiler lag im oberpfälzischen Jura der Südlichen Frankenalb etwa 5 km nordöstlich von Velburg auf ca. 498 m über NHN im Breitenwinner Tal, südöstlich des 593 m hohen Steinerbergs und nördlich des 596 m hohen Schleicherbergs.

## Verkehr
Breitenwinn lag an einer von Velburg nach Hohenburg führenden Straße.

## Geschichte
In der über 600 m langen 1535 erstmals erforschten Breitenwinner (Tropfstein-)Höhle (auch „Kastner-Höhle“ genannt nach dem Besitzer von ca. 1920) wurden Funde der Bronze-, Hallstatt- und Latènezeit gemacht. Auch wurden menschliche Skelettreste gefunden.
Als einer der nahe beieinander liegenden „-winn-Orte“ wird Breitenwinn in karolingischer Zeit als Ansiedelung slawischer Kriegsgefangener durch den Königshof Lauterhofen entstanden sein. Im Salbuch der Herrschaft Lutzmannstein erscheint der Ort 1428 mit einem Hof, 1502 als „Praittenwinden“ mit zwei zinspflichtigen Anwesen, 1544 mit drei Anwesen. Im Kartenwerk von Christoph Vogel von 1600 ist „Braitenwinn“ als Bestandteil der Herrschaft Lutzmannstein verzeichnet. Gegen Ende des Alten Reiches, um 1800, bestand Breitenwinn aus 6 Anwesen, nämlich 2 Ganzhöfen (Fischer und Schaller), 2 Gütl (zum Schallerhof gehörend) und 2 Häusl sowie einem gemeindlichen Hirtenhaus.
Im Königreich Bayern wurde um 1810 der Steuerdistrikt Lutzmannstein im Landgericht Parsberg (später Landkreis Parsberg) gebildet. Ihm gehörten neben dem Markt Lutzmannstein das Dorf Pielenhofen und die zwei Weiler Breitenwinn, Grün an. Mit dem zweiten bayerischen Gemeindeedikt von 1818 entstand, um Pielenhofen und Grün verkleinert, die Ruralgemeinde Lutzmannstein, der 1830 die Weiler Judeneidenfeld und Kircheneidenfeld eingemeindet wurden. Über die gesamte Gemeinde übten die Freiherren von Giese/Gise die Patrimonialgerichtsbarkeit II. Klasse mittels Gerichtshalter bis 1848 aus. Anschließend ging die Gerichtsbarkeit an das Landgericht Parsberg über. 1893 zerstörte ein Großfeuer „acht Firste“.
Als 1951 für die US- und NATO-Truppen der Truppenübungsplatz Hohenfels geschaffen werden musste, genügte dafür nicht das Gebiet des ab 1838 geschaffenen, 1949 aufgelösten Heeresgutsbezirks Hohenfels. Der westlichen Erweiterung des neuen Truppenübungsplatzes mussten mehrere Gemeinden weichen, darunter auch die Gemeinde Lutzmannstein. Durch Truppenübungen wurden alle acht Orte der Gemeinde Lutzmannstein, also auch Breitenwinn mit seiner Dorfkapelle, allmählich zur Wüstung. Im Zuge der Gebietsreform in Bayern wurde das gesamte Erweiterungsgebiet am 1. Oktober 1970 der Stadt Velburg zugeschlagen.

### Gebäude- und Einwohnerzahlen
- 1808: 33 „Seelen“, 4 Häuser, 4 Pferde, 4 Ochsen[12]
- 1835: 35 „Seelen“, 6 Häuser[13]
- 1867: 18 Einwohner, 10 Gebäude, Kirche[14]
- 1871: 29 Einwohner, 13 Gebäude, an Großviehbestand 1873 2 Pferde, 26 Stück Rindvieh[15]
- 1900: 21 Einwohner, 4 Wohngebäude,[16]
- 1925: 22 Einwohner, 4 Wohngebäude[17]
- 1938: 19 Katholiken[18]
- 1950: 24 Einwohner, 4 Wohngebäude[19]

### Kirchliche Verhältnisse
- Breitenwinn gehörte zur katholischen, zum 1. Februar 2020 aufgelösten Pfarrei St. Lucia zu Lutzmannstein im Bistum Eichstätt, Dekanat Velburg, die von 1675 bis 1758 mit der Pfarrei Pielenhofen im Bistum Regensburg vereint war.[20][21] Die Dorfkapelle St. Maria von Breitenwinn wurde 1850 geweiht.[22]
- Die Protestanten gehörten um 1925 zur evangelisch-lutherischen Pfarrei Neumarkt i. d. Opf., um 1950 zum exponierten Vikariat Parsberg.[17][19]

## Bau- und Bodendenkmäler
- Die Grundmauern eines Rechteckbaus in der Wüstung haben in der Bayerischen Baudenkmälerliste die Nr. D-3-73-167-120[23]
- Untertägige mittelalterliche und frühneuzeitliche Befunde in der Wüstung sind unter D-3-6736-0085 in der Bayerischen Bodendenkmalliste eingetragen. Die Kastnerhöhle ist unter der Nr. D-3-6736-0052 eingetragen.